# Carmel McSharry
Carmel E. McSharry (* 18. August 1926 in Dublin; † 4. März 2018 in London) war eine irische Schauspielerin.

## Leben und Karriere
Carmel McSharry wuchs als Tochter irischer Eltern in London auf. Sie arbeitete nach Schulabschluss als Sekretärin für den Konzern Unilever, in ihrer Freizeit spielte sie in der Theatergruppe der Firma. Ihr hier gezeigtes Talent brachte ihr die Aufnahme in die Royal Academy of Arts, wo sie im Jahr 1947 ihr Schauspielstudium mit Auszeichnung abschloss. Ihr Debüt am Londoner West End machte sie im selben Jahr in John Boynton Priestleys Stück The Linden Tree, auch in den folgenden Jahrzehnten stand sie regelmäßig auf der Bühne.
Zwischen 1957 und 1997 absolvierte Carmel McSharry über 90 Film- und Fernsehauftritte, wobei sie insbesondere für ihre Rollen im britischen Fernsehen in Erinnerung blieb. In den 1970er-Jahren war sie Hauptdarstellerin der Komödienserie Beryl's Lot, in welcher sie die philosophisch ambitionierte Hausfrau Beryl Humphries spielte. Zwischen 1985 und 1992 trat die rothaarige Charakterdarstellerin als gottesfürchtige Nachbarin des unfreundlichen Alf Garnett in 41 Folgen der Fernsehserie In Sickness and in Health auf, die das britische Pendant zu Ein Herz und eine Seele bildete. Dem deutschen Publikum ist sie wahrscheinlich am ehesten durch ihre Darstellung von Mary, der selbstbewussten Hebamme von Ricky Schroder, in dem Weihnachtsklassiker Der kleine Lord (1980) bekannt. Ende der 1990er-Jahre zog sie sich von der Schauspielerei zurück.
1949 ging sie eine später geschiedene Ehe mit dem Schauspielkollegen Derek Briggs ein, sie bekamen drei Kinder. Ihre Tochter Tessa Bell-Briggs arbeitet ebenfalls im Schauspielgeschäft. Carmel McSharry starb im März 2018 im Alter von 91 Jahren.

## Filmografie (Auswahl)
- 1957: Pat’s Private Angels (Fernsehfilm)
- 1959: Life in Danger
- 1961: Der Tag, an dem die Erde Feuer fing (The Day the Earth Caught Fire)
- 1962: Oliver Twist (Fernseh-Miniserie, 10 Folgen)
- 1964: Die Lederjungen (The Leather Boys)
- 1966: Der Teufel tanzt um Mitternacht (The Witches)
- 1967: …und Scotland Yard schweigt (The Man Outside)
- 1970: The Best Things in Life (Fernsehserie, 6 Folgen)
- 1973: Kein Pardon für Schutzengel (The Protectors; Fernsehserie, 1 Folge)
- 1973–1977: Beryl’s Lot (Fernsehserie, 52 Folgen)
- 1977–1996: The Liver Birds (Fernsehserie, 19 Folgen)
- 1980: Der kleine Lord (Little Lord Fauntleroy; Fernsehfilm)
- 1985–1992: In Sickness and in Health (Fernsehserie, 41 Folgen)
- 1987: Der geheime Garten (The Secret Garden; Fernsehfilm)
- 1997: A Word with Alf (Fernsehfilm)